# Kingsley n.º 124
Kingsley n.º 124 es un municipio rural canadiense situado en la provincia de Saskatchewan.

## Superficie
Kingsley n.º 124 tiene una superficie de 828,77 km².

## Demografía
En 2021, tenía 396 habitantes, una densidad poblacional de 0,5 hab./km², y 198 viviendas.